# Varmedøden
Varmedøden er en mulig endelig skæbne for universet. Den skulle indtræde, når alle energipotentialer i universet er blevet udlignet, og al materie vil være reduceret til en næsten energiløs gas med en temperatur lige lidt over det absolutte nulpunkt. Det er en hypotese, der forudsætter, at universet kan opfattes som et lukket system, der ikke påvirkes af ydre forhold. Varmedøden indtræffer da, når hele universet er i termisk ligevægt med maksimal entropi.
Hypotesen om universets varmedød stammer bl.a. fra William Thomson, der i 1850'erne udledte den af termodynamikkens love. 